# Heavyweight Champ
Heavyweight Champ è una serie di videogiochi picchiaduro sviluppata e pubblicata da SEGA. La serie ha inizio con l'omonimo videogioco arcade del 1976, e il titolo più recente è il videogioco del 1991 Title Fight.

## Storia
La serie inizia nel 1976 con Heavyweight Champ, un titolo per sala giochi sviluppato da SEGA e pubblicato da SEGA Games. La visuale di gioco era laterale, e i giocatori controllavano i personaggi all'interno del gioco tramite due controller a forma di guantoni, uno per ogni giocatore, che si muovevano su (per dare un pugno alto) e giù (per dare un pugno basso). La grafica usava dei grandi sprite monocromatici per i giocatori. Ad oggi, questo videogioco arcade, è considerato introvabile, e quindi ingiocabile.
La seconda incarnazione della serie si ebbe nel 1987, con un remake del gioco omonimo del 1976, chiamato appunto Heavyweight Champ. Il remake cambiò il gioco: la grafica con visione laterale era assente, sostituita da una visione del gioco in terza persona, in una maniera simile alla serie di picchiaduro della rivale Nintendo, Punch-Out!!. Il gioco inoltre era a colori. Come il suo predecessore, uscì solamente in sala giochi.

## Accoglienza
Il remake del 1987 fu accolto molto positivamente. Advanced Computer Entertainment e Commodore User lodarono i suoi comandi unici, inoltre Commodore User diede al gioco una valutazione di 9 su 10, lodando oltre che i comandi anche la grafica rinnovata.

## Lista dei videogiochi della serie
- Heavyweight Champ (videogioco 1976)
- Heavyweight Champ (videogioco 1987)
- James "Buster" Douglas Knockout Boxing
- Heavyweight Champ (videogioco 1991)
- Title Fight (videogioco 1991)